# التيار السروري
السلفية السرورية أو التيار السروري أو السرورية والسروريين ويعرف أحياناً بـ التيار الصحوي هو تنظيم وتيار سلفي حركي (السلفية الحركية) تأسس ونشأ في السعودية ويعد اليوم من أوسع التيارات الفكرية والسياسية في العالم الإسلامي. تأسس هذا التيار على يد وتنظير الشيخ محمد سرور زين العابدين - وهو سوري من حوران كان من الإخوان المسلمين وانشق عنهم لاحقاً - كان مدرسا في سوريا ثم تعاقد مع المعاهد العلمية التابعة لجامعة الإمام محمد بن سعود حيث عمل في الأحساء والقصيم فدرس في المعهد العلمي ببريدة وعرف عنه نشاطه وتطلّعه، بينما رفض الشيخ محمد سرور زين العابدين تلك التسمية وأكد أن لا يوجد تنظيم سروري في مجلة السنة عدد27 عام 1993 فقال:
يملك التيار السروري رؤية دينية واضحة لكثير من الأمور؛ فهي ليست إعادة تأهيل للسلفية الجهادية رغم أن السرورية تتقاطع مع الجهادية لكونها جمعت بين الحركية والسلفية لكن لا يعني ذلك أنها نسخة مجهزة للجهادية فلدى السرورية رؤية دينية واضحة لكثير من الأمور وهو ما يجعل بعض القضايا الفكرية التي تعتمد عليها تيارات السلفية محسومة لديها وبعضها الآخر قابل للنقاش كالديمقراطية وحقوق الإنسان والحريات ومفهوم الدولة والحاكم والمحكوم وغيرها.

## النشأة
كان مجيء الشيخ محمد سرور زين العابدين إلى السعودية في بادئ الأمر لتدريس علم الرياضيات في المدارس الثانوية وهي المهنة التي كان يمتهنها قبل اختلافه مع جماعة الإخوان في دمشق ومن ثم اضطراره إلى الخروج من سوريا، واستقر الشاب السوري أول قدومه في منطقة القصيم - وسط السعودية - التي تعد معقل الدعوة السلفية وبخاصة مدينة بريدة. وعقب تعرفه على أحوال المنطقة ودرسه لثقافتها وأمزجة أبنائها بدأ الشيخ سرور زين العابدين في بث أفكاره مفضلاً في البداية الانطلاق من الشباب المتحلقين حوله والذين وجدوا في حديثه شيئاً جديداً ثورياً لم يألفوه في خطاب علمائهم من السلفية العلمية حيث كانت أفكاره بجانب ثوريتها وحركيتها تصيغ في مجموعها خطاً وسطاً بين السلفية وفكر الإخوان المسلمون. فكان نشوء الفكر السروري في السعودية والمنتسبون إليه ليسوا من جنسية واحدة فقط بل من مختلف الجنسيات لا سيما وأن السعودية أصبحت فيما بعد من الأماكن التي يقصدها العرب سواءً كانوا مدرسين أو عمال أو لأي عمل آخر.
كان الفكر السروري يجذب القواعد بأطروحات سيد قطب ومحمد قطب والأفكار الجهادية رغم أن الشيخ سرور نفسه عندما حدثت مجزرة حماة السورية طلبت منه قيادة الإخوان أن يعلن الجهاد ويعبئ القواعد لكنه رفض لأسباب معينة وكان الانفصال النهائي بين الطرفين، فتأسس التيار السروري على يد الإخوان السوريين بقيادة الشيخ محمد سرور زين العابدين والشيخ منير الغضبان ثم انشق مرة أخرى الشيخ سرور وانفرد بقرار خالف فيه القيادة الإخوانية السورية بعدم الاندماج والعمل الحركي في المجتمع السعودي فاستمر في اللقاءات والدروس بين السعوديين حتى تكون ونما هذا التيار الفكري الجديد وأصبح الشيخ سرور مرجعاً حركياً للشباب السعودي يجمع لهم بين كتاب في ظلال القرآن وبين كتاب التوحيد.
فقال أحد الباحثين السعوديين:«إن محمد سرور زين العابدين جمع بين عباءة الشيخ محمد بن عبد الوهاب وبين بنطال سيد ومحمد قطب حتى غدت هذه الشخصية أهم وأبرز مرجع حركي للشباب الصحوي السعودي من خلال إمساكه بكتاب التوحيد باليد اليمنى والظلال باليد اليسرى، أو من خلال قيامه بعقد قران بين الوهابية والقطبية.» وكان محمد سرور طيلة فترة وجوده بالمملكة مؤثراً ومتأثراً في ذات الوقت فقد، أثر في تيار من الشباب برؤيته الإخوانية من حيث التنظيم والحاكمية والسياسة التي لم تكن تشغل التيار السلفي حينها وفي ذات الوقت تأثر بالأطروحات السلفية التي تسود المجتمع السعودي وهو ما ولّد بعد ذلك هجيناً جديداً على الساحة الإسلامية شكل الشريان الأكبر في ما عرف بالصحوة بعد ذلك المسمى بالسرورية. لقيت أفكار الشيخ سرور انتشاراً واضحاً في فترات السبعينيات والثمانينيات وأصبح له أنصار كثر وسط النخبة الشرعية بالمملكة وبخاصة فئة الشباب آنذاك وتتلمذ عليه مجموعة من الأسماء التي برزت لاحقاً في سماء العمل الدعوي في المملكة منهم الشيخ عائض القرني.
فالفكر السروري قام على مبدأ الحركة ضد السكون وصورت لأنصارها أن المؤسسة السلفية التقليدية جامدة في نظرتها لمفهوم السياسة والبيعة فبثت في المريدين شحنة من لقاح الحركية لكنها ومثلما كادت أن تطيح بالمفهوم السلفي وبكامل عمدان المدرسة وقعت في ذات الخطأ بأن كانت جرعة اللقاح التغييري أكبر وأكثر من الوصفة ولهذا اكتشف الجمهور أن صحويتها الفارطة بدأت تزلزل أساس العمارة.

## التسمية
أخذت الجماعة اسم الشيخ محمد سرور أي لفظ السرورية بسبب رفض المؤسسين الإعلان عن الجماعة التنظيمية فظهر الاسم بعد أزمة الخليج بشكل إعلامي ولمحمد سرور المؤسس مجموعة من الكتب وبعضها كتب بأسماء حركية انتقل من السعودية للكويت وعمل في مجلة المجتمع ثم خرج منها لمخالفته لفكر المجلة ثم انتقل للعمل في لندن وأسس المنتدى الإسلامي الذي يصدر مجلة البيان وإنشاء مؤسسة أخرى تصدر مجلة السنة. ورغم نسبتها إليه - أي السرورية - إلا أنه يرفض هذه التسمية ويرفضها أغلب إسلاميي السعودية كما يقول الكاتب الإسلامي السعودي إبراهيم السكران. وتطلق حالياً على مجموعات كبيرة من العلماء في المملكة لهم نوافذهم الإعلامية وهي تسمية يعتقد أن مصدرها جاء من خصوم التيار السروري والمتضررين منه خاصة من تيار الإخوان المسلمين الذين رأوا في هذا التيار إهداراً لطاقات العمل الإسلامي.

## الخصائص والصفات
لم يكن محمد سرور في يوم من الأيام مسئول تنظيمي في هذا التيار لكنه أيضاً ليس نكرة بل يمكن القول أنه مؤسس هنا وهناك. واستطاع أن يسيطر هو وتياره على أوساط الشباب وشرائح كثيرة من المثقفين بالإضافة إلى الظهور العلني له الذي دمج بين السلفية والجهادية لصعوبة الانسلاخ الكلي من العباءة السلفية والتي تغطي معظم الشعب السعودي.
فالسرورية منهج يختلف عن المنهج الإخواني والسلفي التقليدي فهو يقوم على المزج بين شخصيتين إسلاميتين هامتين هما: ابن تيمية وسيد قطب فقد أخذوا من ابن تيمية موقفه السلفي الصارم من المخالفين للسنة من الفرق والمذاهب الأخرى مثل الشيعة وبالتالي فهم استمدوا من ابن تيمية المضمون العقائدي. وأما سيد قطب فأخذوا منه ثوريته وآمنوا إيماناً تاماً بمقولة الحاكمية لديه. كما كان للسروريين والقطبيين منذ أن تكونوا عام 1392 هـ تقريباً ومعهم بعض الشباب السعوديين أثر كبير في الإخلال بأصل السمع والطاعة الذي هو من أصول معتقد أهل السنة. وقال فيهم الإمام الألباني:«إنهم خوارج إلا من بعض الجوانب وهذا من العدل الذي أمرنا به.»
فقد تناوبت السرورية مشهد الحركة بين حركتين فأخذت جل قواعدها الفقهية من السلفية للنفاذ للمجتمع المحافظ والفوز بثقته وأخذت من الإخوان طابع التنظيم الحركي السياسي ولكن في مجتمع لا يميل كثيراً لركوب اللعبة السياسية، فكانت مزيجاً من ذات اللونين الموجودين وهذا ما ساعد أنصارها على التخفي طويلاً. لكن مزيجها المألوف لا يعني أنها لم تكن حركة.
فالقضية الأساسية عند الفكر السروري هي مسألة الحكم أو الحاكمية كما يسمونها وبهذه المسألة يزنون الدعوات والدعاة والدول. ألف سرور كتابه منهج الأنبياء لعرض الدعوة إلى التوحيد في ثوبها الحركي لاعتقاده أن كتب العقيدة السلفية لا تحرك هذه الجموع الثائرة حيث يقول:«نظرت في كتب العقيدة فرأيت أنها كتبت في غير عصرنا وكانت حلولاً لقضايا ومشكلات العصر الذي كتبت فيه ولعصرنا مشكلاته التي تحتاج إلى حلول جديدة ومن ثم فأسلوب كتب العقيدة فيه كثير من الجفاف لأنه نصوص وأحكام.» ولذلك كانت شعارات ومصطلحات هذا الفكر تحاول الجمع بين السلفية والاخوانية فقالوا: سلفية المنهج عصرية المواجهة.

## الأدبيات
تعتبر السلفية السرورية نموذجا مثاليا لتطور وتشابك العلاقات داخل الحركات الإسلامية، كما يعد انعكاسا حقيقيا لتأثر الجماعات الإسلامية ببعضها، وقد نشأت السرورية بين تيارين أحدهما يتبنى الجانب الحركي ويتمثل في جماعة الإخوان المسلمين كجماعة سياسية سلطوية تجعل الجانب العلمي في مرحلة متأخرة عن الجانب الحركي وتقدم السياسة على الدعوة، وبين تيار السلفية العلمية الذي يستند إلى الجانب العقدي ويؤمن بأهمية تغليب الشرع على المصلحة أيا كانت، وفي الغالب لا يخرج هذا التيار عن طاعة الحاكم، فلا تجد له ذكرا في مغالبة الحكام في أمور السياسة، فهم يسيرون وفق منهج إسلامي يدعو إلى تقديم الكتاب والسنة، وفق سلف الأمة. بين هذين الاتجاهين، ظهر التيار السروري ليجمع بين الجانب الحركي لدى جماعة الإخوان المسلمين خاصة التيار القطبي الذي يعتبر سيد قطب منظّره وموجهه الأول، وبين السلفية العلمية المحافظة التي تتبنى منهج ابن تيمية ومحمد ابن عبد الوهاب.
ورغم نفي السرورية أنهم جماعة جديدة إلا أن هناك اعترافا من زين العابدين نفسه بذلك، كتبه بقلمه في مجلته «السنة»، العدد 29، ص «89»، بعنوان «الوحدة الإسلامية»، قال فيه: «ولا يحق لأي جماعة مهما كان منهجها سليما، الادعاء بأنها جماعة المسلمين، ولا يحق لأمير هذه الجماعة أن يطلب البيعة لنفسه كما كان يطلبها خلفاء المسلمين، ولكن يحق لهذا الأمير ومن حوله أن ينظموا أمورهم كمؤسسة دعوية تعمل من أجل أن يكون الدين كله لله في الأرض، ويقتضي هذا التنظيم أن يكون للمؤسسة رئيس، ونائب للرئيس، ومسئولون عن الأقسام والفروع، وأوامر تصدر فتطاع؛ إلا ما كان مخالفا للكتاب والسنة».
وهذا اعتراف من سرور بأنه أسس جماعة لها تنظيم وقيادة، رغم نفي أتباعه ذلك.
ومن أصول «السرورية»» تكفير حكام الدول العربية، وقد ألقى زين العابدين سرور محاضرة في أحد المراكز الإسلامية في إنجلترا عام 1996، صرح فيها بتكفير الملك فهد بن عبد العزيز والنظام السعودي. واشتهرت «السرورية» بالهجوم على العلماء، وقد هاجم سرور «هيئة كبار العلماء» بالمملكة السعودية في مجلة «السنة» بشكل ساخر، وقال في العدد 26 سنة 1992- 1413هـ، صفحة «2- 3»: «للعبودية طبقات هرمية اليوم، فالطبقة الأولى يتربَّع على عرشها رئيس الولايات المتحدة (جورج بوش)، وقد يكونه غدا (كلينتون)، والطبقة الثانية: هي طبقة الحكام في البلدان العربية، وهؤلاء يعتقدون أنّ نفعهم وضررهم بيد بوش، ولهذا فهم يحجُّون إليه، ويقدمون إليه النذور والقرابين، والطبقة الثالثة: حاشية حكام العرب من الوزراء، ووكلاء الوزراء، وقادة الجيش، والمستشارين؛ فهؤلاء ينافقون أسيادهم، ويُزَيِّنون لهم كلّ باطل، دون حياء ولا خجل ولا مروءة، والطبقة الرابعة والخامسة والسادسة: كبار الموظفين عند الوزراء، وهؤلاء يعلمون أنّ الشرط الأوّل من أجل أن يترفعوا، النفاق والذل وتنفيذ كلّ أمر يصدر إليهم...».
كما لعبت «السرورية» دورا بارزا فيما يسمى ثورات الربيع العربي، خاصة في دعم الثورة السورية، وتحول عدد كبير من أتباع السرورية للعمل مع الجماعات المسلحة، ووقّع عدد من رموز التيار السروري، منهم سلمان العودة، على البيان الختامي الذي عقده المجلس التنسيقي الإسلامي العالمي «مساع» تحت عنوان «موقف علماء الأمة تجاه القضية السورية»، ونص البيان الصادر في يونيو 2013 على «وجوب النفرة والجهاد لنصرة إخواننا في سوريا بالنفس والمال والسلاح وكل أنواع الجهاد والنصرة، وما من شأنه إنقاذ الشعب السوري من قبضة القتل والإجرام للنظام الطائفي، ووجوب العمل على وحدة المسلمين عموما في مواجهة هذه الجرائم، واتخاذ الموقف الحازم الذي ينقذ الأمة وتبرأ به أمام الله الذمة، كل حسب استطاعته».
وقد استجاب الكثير من شباب التيار الإسلامي لهذا البيان، وتشكلت منهم أغلب الجماعات المسلحة المتصارعة في سوريا والعراق، ويسيطر «السرورية»، اليوم، على عدد كبير من المراكز والجمعيات الإسلامية، والقنوات الفضائية في الكثير من الدول الإسلامية.

## المناظرات

### الإخوان المسلمون
عانى التيار الإخواني صراعاً طويلاً وخفياً مع التيار السروري وتنوع هذا الصراع بين تبادل التهم والتقارير الاستخبارية وبين جذب الشباب والشرائح الاجتماعية. من حيث النشأة والتكوين فالتيار الإخواني أقدم بكثير وأعمق من التيار السروري، كان هذا الصراع من أهم عوامل ضمور التيار الإخواني السعودي فقد كانت هناك حرباً خفية في التجمعات الشبابية والفكرية والثقافية وفي أروقة الجامعات والمعاهد والمراكز الصيفية. وكانت الأفكار التي يتربى عليها التيار السروري تحمل نوعاً من التحامل على التيار الإخواني وهي نتاج للتحامل الذي يحمله الشيخ سرور على الإخوان بشكل عام حيث ترسخت لدى القواعد السرورية أن الإخوان ضد الجهاد ويحملون أفكار المرجئة ويشجعون الديموقراطية والبرلمانات والانتخابات وهذه الأمور يرفضها التيار السروري ويري حرمتها وعدم جواز المشاركة في الإنتخابات والبرلمانات لانها تجعل الحكم للشعب من دون الله مما يخالف توحيد الله وحاكميته.
كان للصراع الإخواني السروري أثر كبير على ترتيب البيت الإخواني السعودي وضموره إعلامياً واجتماعياً فقد كان التيار الإخواني يحارب على عدة جبهات داخلية وخارجية أضف إلى ذلك التيار السلفي المؤسسي والتيار الجامي. كان من المستحيل أن يظهر التيار الإخواني علناً في بيئة مثل بيئة السعودية فالعباءة السلفية تغطي الجميع وطريقة تعامل النظام مع المؤسسات الدينية لا تعطي مجالاً للحركة أو الظهور بأيديولوجية جديدة على المجتمع السعودي الذي ألف التحالف السلفي السعودي منذ أيام الشيخ محمد بن عبد الوهاب. لكن البيئة السعودية المحكمة الإغلاق لم تعط التيار الإخواني أي مجال للظهور فاكتفى التيار بالنمو عمودياً وتكثيف البناء التربوي والفكري.

### السلفية الجهادية والجامية
رغم اختلاف التيارات السلفية إلا أنهم جميعاً تجمعهم عدة نقاط تشابه وتوحد من أبرزها: التدين القوي والاهتمام بمسائل العقيدة السنية ضد الشيعة والفرق الأخرى، والمظاهر الشكلية السنية المأثورة عن النبي صلى الله عليه وسلم، والعاطفة الدينية الجياشة، وتعظيم السلف الصالح من الصحابة والتابعين وأئمة المذاهب الأربعة وغيرهم من العلماء والمجاهدين والمصلحين، ومسألة البراءة من غير المسلمين.

## أماكن الوجود والانتشار
الفكر السروري موجود في العديد من البلدان العربية بجانب السعودية - التي انطلق منها هذا التيار - وهذا التيار له محددات ومواقف متقاربة أو متشابهة وأحياناً متطابقة حيال الكثير من القضايا الدينية والفكرية ولهذا التيار رموزه الفكرية والدعوية في المملكة وهم ينطلقون في دعوتهم من خلالها. بل واستطاع الفكر السروري السيطرة على كثير من المراكز الحساسة في الهيئات الدينية والخيرية والإعلامية بالمملكة وتغلغل في المساجد والمدارس مستخدماً مجموعة من الأفكار والمناهج والآليات التي استطاع أخذها وتطويرها من فكر سيد قطب وأخيه محمد قطب ومن التجربة الحركية الإخوانية.

### السودان
وجدت السرورية أرضاً خصبة في السودان بعد أن انتشر في الخليج. هناك من يتهم هذا التيار بالتطرف ويربط بين بعض أفكاره وبين حوادث عنف حدثت في السودان وهناك من يدافع عنه ويعتبره أحد التيارات الفكرية المعتدلة التي قد يسيء إليها بعض أبنائها ويتورط في أحداث عنف دون أن ينسحب ذلك على الأغلبية العظمى من المنتمين للتيار وتعتبر الرابطة الشرعية في السودان الواجهة المعلنة لهذا التيار. واتهمت السرورية ببعض المنتمين إليها بالضلوع في عمليات اغتيال وقتل لمن تصدر الرابطة بحقهم فتاوى بالردة أو الكفر مثل الصحفي السوداني محمد طه الذي جرى خطفه وذبحه بعد أن حكمت عليه الرابطة بالردة بسبب مقال صنفه علماء من الرابطة أنه خروج عن الإسلام.

## أعلام السرورية
- الشيخ الدكتور سفر الحوالي، مكة
- الشيخ الدكتور سلمان العودة، القصيم
- الشيخ الدكتور ناصر العمر، الرياض
- الشيخ الدكتور عايض القرني، الرياض
- الشيخ الدكتور عوض القرني، أبها
- الشيخ الدكتور عبد الوهاب الطريري، الرياض
- الشيخ الدكتور سعود الفنيسان، الرياض

## الإرث الثقافي
يشكل التيار السروري اليوم القطاع الأكبر والأكثر انتشاراً في المملكة على وجه الخصوص ومنطقة نجد على الأخص من ذلك لكن يتضح للمراقب أن السرورية وإن كانت نجحت في خلق جيل مطلع محب للقراءة والمعرفة إلا أنها أخفقت كغيرها من التيارات الدينية في مجاراة التحديث المتسارع للمجتمع ما نتج عنه شبه ازدواجية بات أفراد هذا التيار يتبادلونها من خلال تقوقعهم على شكليات ورمزيات كانت فاصلة في فترة التسعينيات لكنها اليوم صارت أكثر عمومية وشمولية من ذي قبل.

### نتيجة الاصطدام
يوجد اليوم العشرات من حملة الأفكار السلفية التنويرية من طلبة العلم الشرعي وطلاب الدراسات العليا بالإضافة إلى أساتذة في الجامعات ولكل منهم سياقة الخاص لكنهم يتفقون في كون أفكارهم جاءت نتيجة استجابة للمتغيرات الاجتماعية بالدرجة الأولى. وهذه استجابة واحدة من استجابات متعددة عاشها المجتمع. البعض تحول إلى الفكر الليبرالي أو اعتزل الحوارات والسجالات تماماً وانضم لعالم المال والأعمال وأخرون تحولوا حتى إلى الشغف بكرة القدم متابعة البطولات الأوروبية أو متابعة الأفلام الهوليودية بعد أن كانوا من طلبة العلم الشرعي أو ممن يتملكهم الشغف بالفكرة السلفية التي انفصلت عن واقع الحياة بشكل مثير.

## مقالات ذات علاقة
- الصحوة الإسلامية
- الصحوة السعودية
- الإسلام الحركي
- إسلام النفط

## الوصلات الخارجية
- بوابة الحركات الاسلامية: السلفية السرورية.. مزج بين فكر «ابن تيمية» وحركية «الإخوان» القطبية
- صحوي سابق يكشف أسرار وخفايا «السرورية» في السعودية تقرير من العربية. (للإستزاده)
- «السرورية».. تيار دعوي أم تنظيم حركي؟ تقرير من موقع أون إسلام. بقلم السيد زايد. (للإستزاده)
- الصحوة الإسلامية السعودية موقع قضايا الخليج.
- التيار الديني في السعودية موقع قضايا الخليج.
- السرورية داخل الدولة السعودية على يوتيوب درس للشيخ سالم الطويل. (فيديو)